# Cmentarz ewangelicki w Polanowicach
Cmentarz ewangelicki w Polanowicach – jeden z dwóch niemieckich cmentarzy w Kujawach Za wodą.
Powstał w 1906 roku, po śmierci 2 letniej Ilse, córki właściciela majątku – Waltera Gierke, bratanka niemieckiego historyka prawa Ottona von Gierke. Cmentarz przed II wojną światową był ogrodzony metalowym płotem, a wokoło znajdował się żywopłot z bzu lilaka i śnieguliczki białej. Pochowani zostali tam: zmarłe dzieci Waltera Gierke, on sam, owczarz i czterech niemieckich żołnierzy.
W 1976 roku ciało Waltera Gierke zostało przeniesione na parafialny cmentarz. Obecnie nad cmentarzyskiem góruje wysoki na 5 metrów krzyż.